# Sachi Amma
Sachi Amma (安間佐千?, Amma Sachi; Prefettura di Tochigi, 23 settembre 1989) è un arrampicatore giapponese.
Pratica le competizioni di difficoltà e l'arrampicata in falesia.

## Biografia
Ha iniziato a partecipare alla Coppa del mondo lead di arrampicata nel 2006. Dopo due terzi posti finali nella lead ottenuti nella stagione 2009 e 2011, ha conquistato il trofeo nella edizione 2012 e 2013.
Nel 2009, 2010 e 2012 ha anche partecipato alle gare di Coppa di boulder, ma i primi due anni in una sola tappa per stagione e nel 2012 su tre tappe su sei, ottenendo quindi un punteggio molto basso nella classifica finale.
Pur scalando prevalentemente indoor è riuscito a salire tre 9a+, Papichulo e Pachamama a Oliana e La Rambla a Siurana.

## Palmarès

### Coppa del mondo
|         | 2006 | 2007 | 2008 | 2009 | 2010 | 2011 | 2012 | 2013 | 2014 | 2015 |
| ------- | ---- | ---- | ---- | ---- | ---- | ---- | ---- | ---- | ---- | ---- |
| Lead    | 18   | 12   | 5    | 3    | 5    | 3    | 1    | 1    | 7    | 30   |
| Boulder |      |      |      | 50   | 79   |      | 21   | 26   |      |      |

### Campionato del mondo
|      | 2007 | 2009 | 2011 | 2012 | 2014 |
| ---- | ---- | ---- | ---- | ---- | ---- |
| Lead | 21   | 4    | 10   | 7    | 3    |

## Statistiche

### Podi in Coppa del mondo lead
| Stagione | 1º | 2º | 3º | Podi totali |
| -------- | -- | -- | -- | ----------- |
| 2008     |    | 1  | 1  | 2           |
| 2009     |    | 2  | 1  | 3           |
| 2010     |    |    | 1  | 1           |
| 2011     |    | 4  | 3  | 7           |
| 2012     | 2  | 2  | 2  | 6           |
| 2013     | 3  | 2  |    | 5           |
| 2014     | 2  | 1  | 1  | 4           |
| Totale   | 7  | 12 | 9  | 28          |

## Falesia

### Lavorato
- 9b/5.15b:
  - Soul Mate - Gozen Rock (JAp) - Marzo 2018 - Prima ascesa. Descritta come la via più dura del Giappone ed il primo 9b del paese.[4]
  - Fight or flight - Oliana (SPA) - 2 Febbraio 2015 - Quarta salita della via liberata da Chris Sharma.
- 9a+/5.15a:
  - Biographie - Céüse - 6 agosto 2014 - Undicesima salita della via di Chris Sharma del 2001
  - La Rambla - Siurana - 29 novembre 2012 - Ottava salita della via di Ramón Julián Puigblanque del 2003[5]
  - Pachamama - Oliana (ESP) - 17 dicembre 2011 - Seconda salita della via di Chris Sharma del 2009[6]
  - Papichulo - Oliana (ESP) - 24 dicembre 2010 - Quarta salita della via di Chris Sharma del 2008[7]
- 9a/5.14d:
  - Era Vella - Margalef (ESP) - 2 dicembre 2012[8]
  - Kinematix - Gorges du Loup (FRA) - agosto 2009 - Via di Andreas Bindhammer del 2001[9]

## Boulder
Ha vinto l'edizione 2014 del Melloblocco.